# Linha Internacional de Data

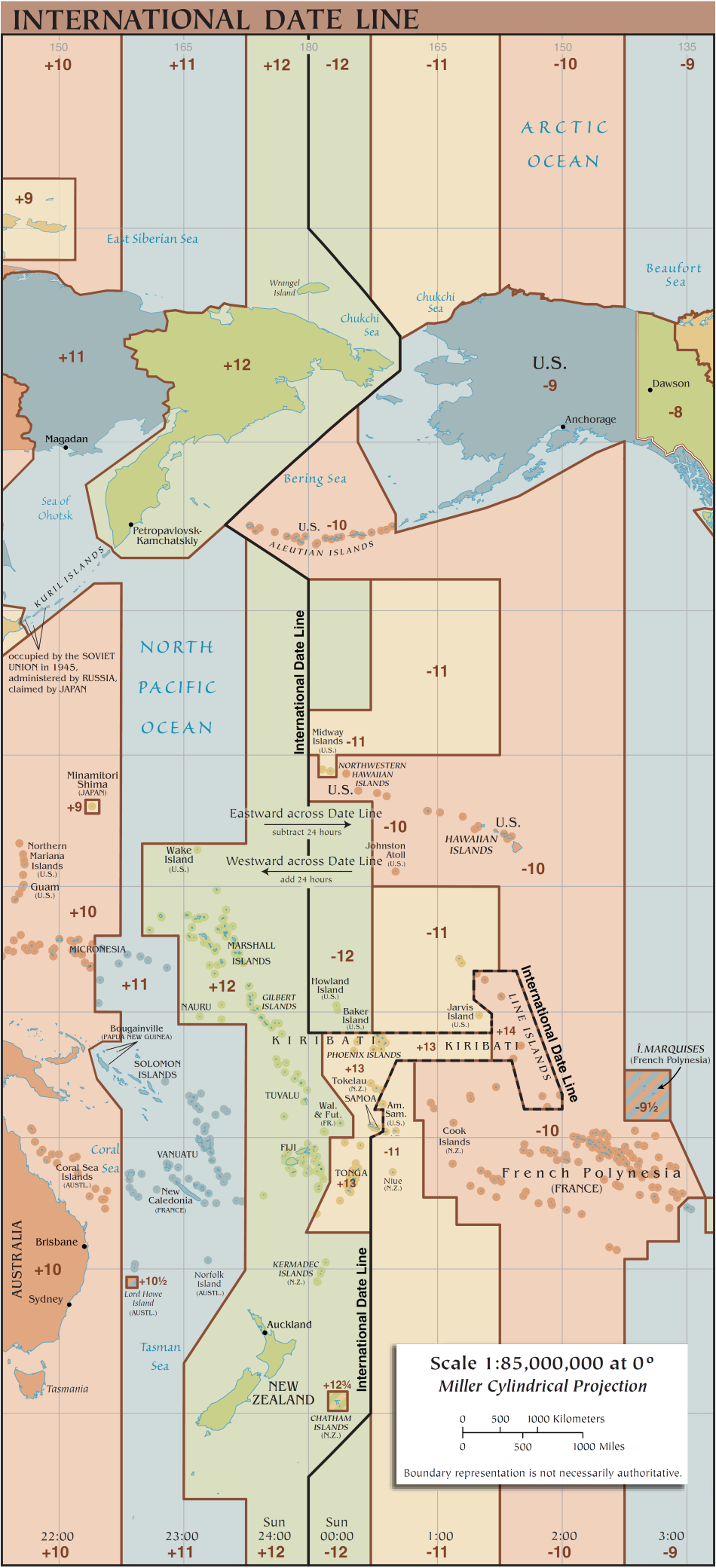
A Linha Internacional de Data usual

A Linha Internacional de Data (LID), também chamada de Linha Internacional de Mudança de Data ou apenas Linha de Data, é uma linha imaginária na superfície terrestre que implica uma mudança de data obrigatória ao cruzá-la. Ao cruzar a linha de oeste (direção do pôr-do-sol) para leste (direção da nascente) volta-se um dia, ou seja, é necessário atrasar um dia no calendário e, ao passar de leste para oeste ganha-se um dia, ou seja é necessário adicionar um dia no calendário.
A primeira observação relacionada à LID ocorreu na expedição realizada por Fernão de Magalhães (1519-1522), a primeira a circum-navegar o planeta. Os marinheiros sobreviventes, no retorno a Espanha, tinham a certeza de qual era o dia da semana, como confirmado por vários registros de navegação. Entretanto, os que estavam em terra insistiam que o dia era diferente. Embora possamos hoje entender o que ocorreu, o fenômeno causou grande surpresa na época, que fez com que fosse enviada uma delegação especial ao Vaticano para contar ao Papa a odisseia temporal ocorrida. O Papa Adriano VI achava que, assim, era possível voltar no tempo e até chegou a sondar a proibição da Linha de Data, mas no fim compreendeu tudo e aceitou a "regra".